# Георги Калков
Георги Калков е гръцки комунистически деец и партизанин.

## Биография
Роден е през 1916 година в костурското село Вишени. През юли 1946 година става командващ на въоръжена група в рамките на НОФ в планината Вичо. От пролетта на следващата година влиза в Демократичната армия на Гърция. След като се провежда първия конгрес на НОФ, Калков е избран за член на Главния му комитет. Умира в местността Кунджипия в Фламбуро. Посмъртно е повишен в чин майор от главния щаб на ДАГ.